# Церква святих верховних апостолів Петра і Павла (Підберізці)
Церква святих верховних апостолів Петра і Павла в Підберізцях — парафія і храм греко-католицької громади Залозецького деканату Тернопільсько-Зборівської архієпархії Української греко-католицької церкви в селі Підберізці Тернопільського району Тернопільської области.

## Історія церкви
Парафія була утворена у 1991 році, а будівництво храму завершилося у 1996 році. Архітектором став Роман Поворозник. Жертводавцями були парафіяни села, директор приватного підприємства Зеновій Лобур та о. Йосафат Воротняк. Іконостас і розписи виконав В. Косівський у 1995–1996 роках.
Храм освятив єпископ Михаїл Колтун. Парафія належить до УГКЦ з 1991 року, а храм — з 1996 року. 16 червня 2013 року з єпископською візитацією парафію відвідав владика Василій Семенюк.
При парафії діють Вівтарна дружина та братство Матері Божої Неустанної Помочі. У власності парафії є проборство.

## Парохи
- о. Ярослав Возняк (1991—2009),
- о. Михайло Підгородецький (адміністратор з 2009).